# 斯沃蓋

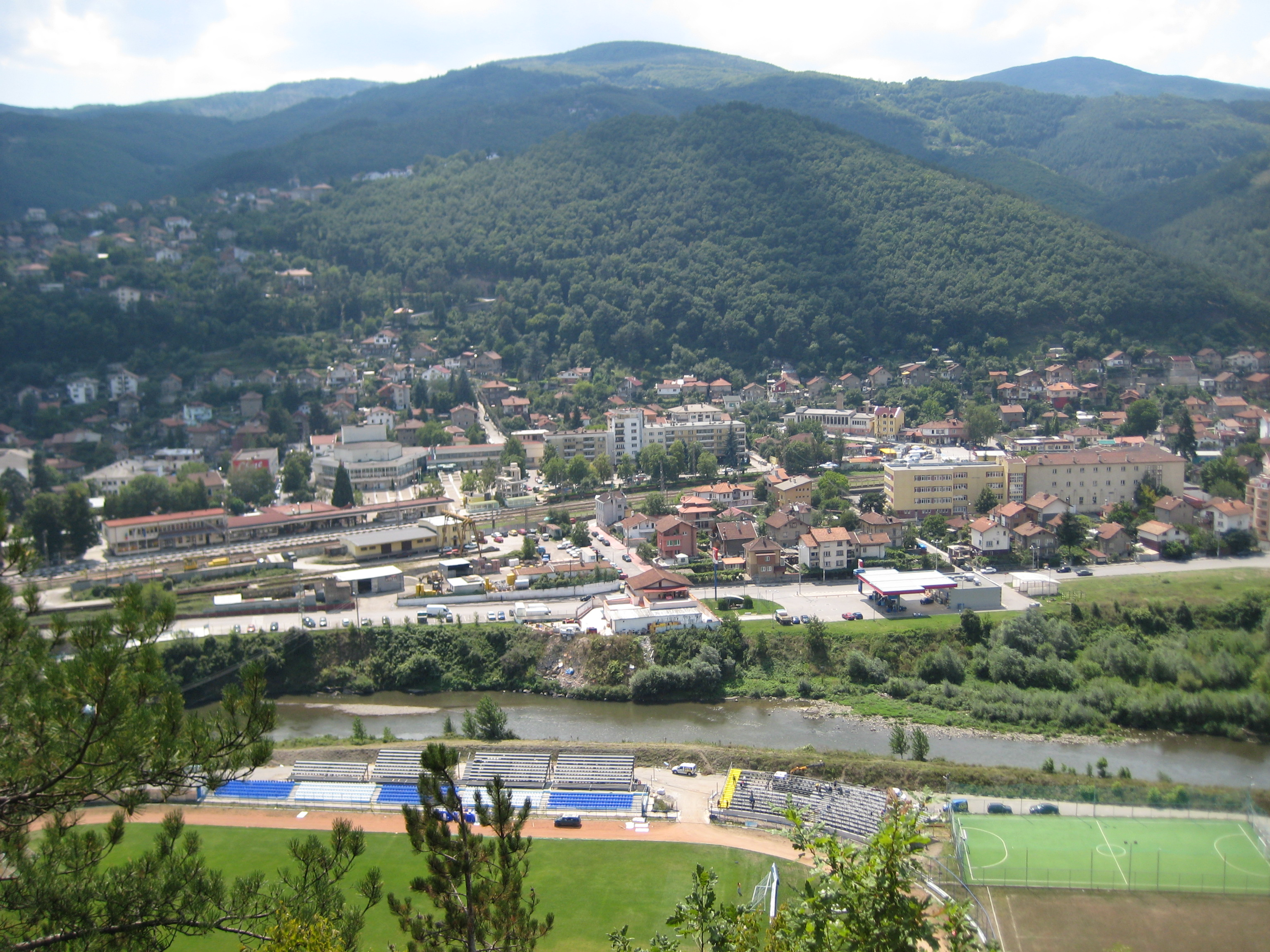
全景图

斯沃蓋是保加利亞西部索菲亞州斯沃蓋市鎮的城鎮及行政中心，位於伊斯克爾河畔，距離首都索菲亞40公里，海拔高度479米，受大陸性氣候影響，鎮上有兩座東正教教堂，2011年人口8,258。